# Santo Augusto
Santo Augusto is een gemeente in de Braziliaanse deelstaat Rio Grande do Sul. De gemeente telt 13.910 inwoners (schatting 2009).

## Aangrenzende gemeenten
De gemeente grenst aan Campo Novo, Chiapetta, Coronel Bicaco, Nova Ramada, Palmeira das Missões, São Martinho en São Valério do Sul.